# 能代港町
能代港町（のしろみなとまち）は、秋田県山本郡（旧檜山郡）にあった町。現在の能代市中心部にあたる。

## 地理
- 河川：米代川
- 天保9年（1838年）天保国絵図

## 歴史
- 1889年（明治22年）4月1日 - 町村制の施行により山本郡能代港町発足。
- 1940年（昭和15年）10月1日 - 榊村・東雲村と合併し能代市が発足[1]。同日能代港町廃止[1]。

## 交通

### 鉄道路線
- 鉄道省
  - 五能線 : 能代駅

### 道路
- 能代街道（現・国道101号）